# HD 107146
HD 107146は、かみのけ座の方向、太陽から約90光年の距離にある恒星である。見かけの等級は7.04と、肉眼ではみえない明るさである。太陽によく似た若い恒星で、周囲には顕著な星周円盤がみつかっている。

## 物理的特徴
| 太陽 | HD 107146 |
| ---- | --------- |
| 太陽 | Exoplanet |

HD 107146の物理的な特徴は太陽とよく似ており、スペクトル型は太陽と同じG2 Vで、ソーラーアナログともいわれる。質量、半径ともに太陽とほぼ同じ。年齢は8000万年から数億年程度で、太陽に比べてかなり若いと見込まれ、ガス惑星の形成には十分なものの、岩石惑星は形成中である可能性がある年齢で、惑星系形成中だった頃の太陽系の姿を推測する手がかりとしても注目される。

## 星周円盤
2000年、IRASが測定した遠赤外線の強度から、赤外超過があることがわかり、ベガのような星周円盤が存在する可能性が認識されるようになった。その後、ジェームズ・クラーク・マクスウェル望遠鏡のサブミリ波観測装置 (SCUBA)、ハッブル宇宙望遠鏡の掃天観測用高性能カメラ (HST/ACS) で、相次いで星周円盤が直接観測された。詳しい分析から、円盤は内側に大きな「穴」がある、大きく幅広い環状構造で、円盤を鉛直方向から眺めるフェイスオン（ポールオン）に近い向きに分布していることがわかった。近距離にあるソーラーアナログで、星周円盤は射影による不定性の小さい向き、他の近傍G型星の残骸円盤に数倍する赤外線強度がある、貴重な観測目標ということで、特に赤外線、ミリ波・サブミリ波で重点的に観測されてきた。
ミリ波干渉計CARMAによる観測で、円盤が二重で惑星が存在する可能性が浮上。その後、アタカマ大型ミリ波サブミリ波干渉計 (ALMA) による観測で、更に細部まで分析され、円盤内側の穴は中心星から半径30 au程度まで、円盤の中には中心星から半径80 au付近を中心に幅8 au程度の間隙が存在することがわかってきて、そこには惑星が存在することが予想されている。
一方、HSTによる可視光・近赤外線の散乱光観測では、内側の穴は半径が60 au程度、明るさの極大は半径120 au付近にあり、電波でみえる部分よりも外側まで円盤が円盤が広がっている。この違いは、円盤を形成する塵の粒子径や密度の違いにより、電波や赤外線の放射と、散乱光とではみえているものが異なることによるとみられる。
HD 107146の星周円盤は、傾斜角がおよそ18.5°、全体の塵の質量は4.4 - 8.5 ×10−7 M☉と推定され、分子ガス輝線がみえないことから、ガスが欠乏し塵が優勢な残骸円盤と考えられる。

## Vermin Galaxy

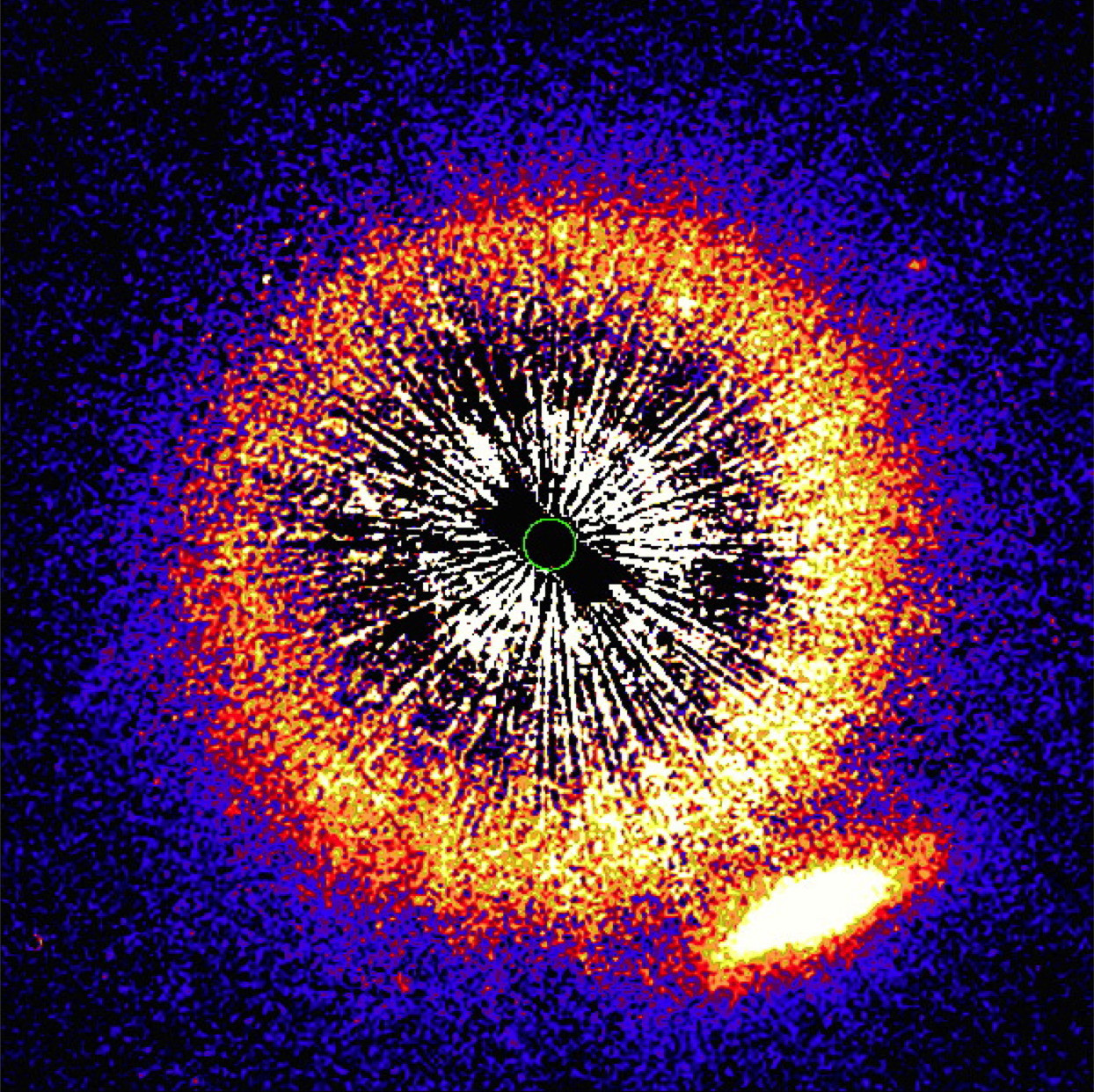
ハッブル宇宙望遠鏡がとらえた、HD 107146の後ろを遠方の銀河 (Vermin Galaxy) が通過し始めるところ。

HD 107146は、遠方の銀河の手前を横切りつつあり、2010年代から向こう何十年かにわたって星周円盤と銀河が重なる状態が続くとみられる。銀河に重なってしまうと、星周円盤の観測には障害となるので、この銀河は“Vermin Galaxy”（害虫銀河）などと呼ばれているが、この重なりを逆手にとって、手前にある星周円盤の局所的な構造に制限を付けたり、星周円盤によって銀河からの光がどう変化するか調べることも試みられている。